# Kirkop
Kirkop (forma estesa in maltese Ħal Kirkop; in italiano storico Chircop o Casal Chircop) è un piccolo comune di Malta, situato a sud dell'aeroporto, con una popolazione di 2.183 persone.

## Storia

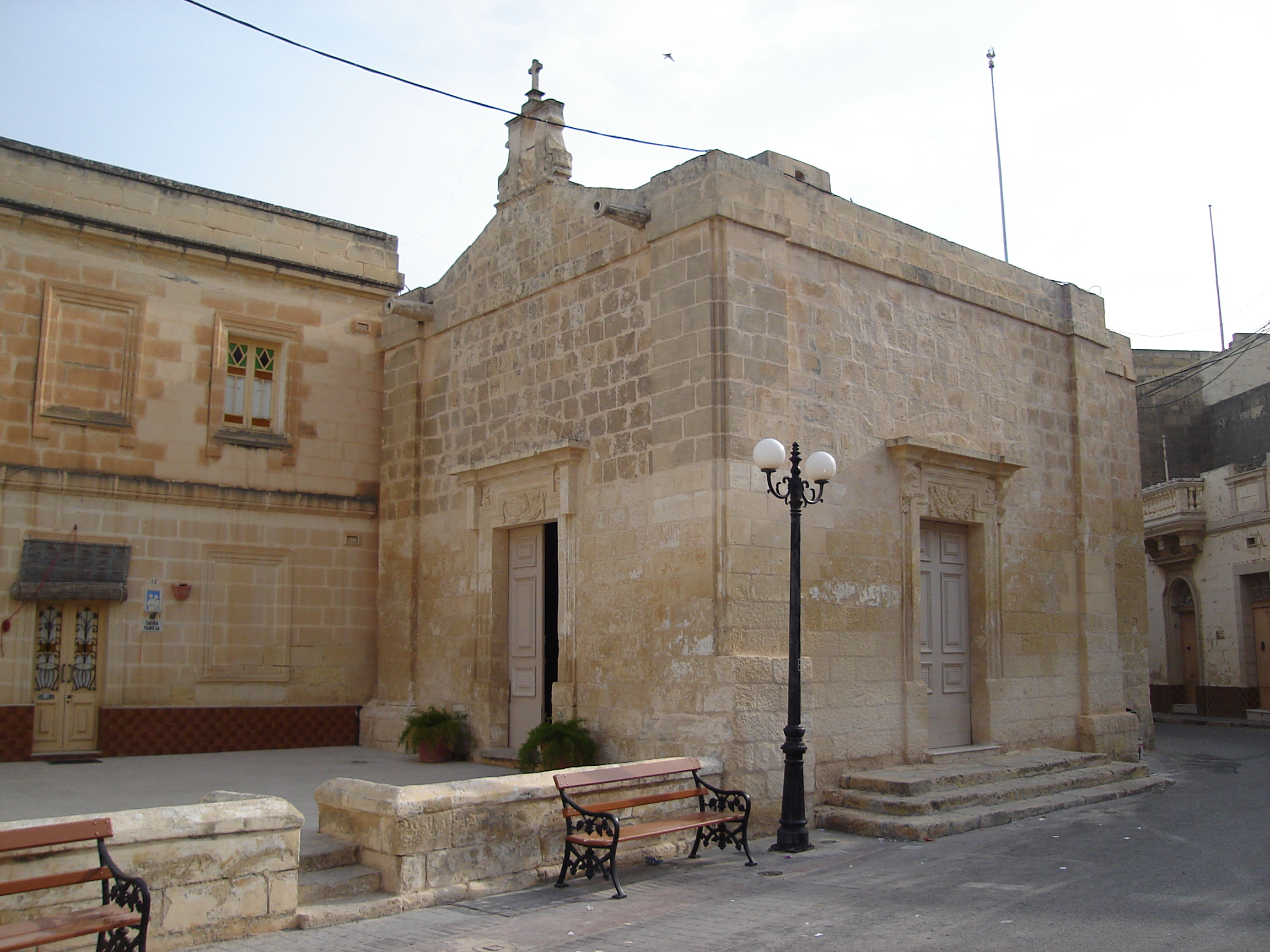
Chiesa medievale dell'Annunciazione (Lunziata) a Kirkop

L'area di Kirkop è stata abitata dal tempo preistorico, come testimonia il menhir simbolo del paese. Catacombe sono state trovate nei dintorni, ma la loro esplorazione è stata per ora sospesa.
Nel 1969 l'antropologo Jeremy Boissevain pubblicò una ricerca sul tessuto sociale del villaggio nel suo libro Hal Farrug: a village in Malta. Boissevain sostiene la discendenza diretta degli abitanti di Kirkop dai fenici (smentita dalle successive ricerche genetiche).
Il villaggio è stato fondato prima dell'XI secolo. Il suo nome deriva da una famiglia che possedeva terreni nella zona. Il nome originale del villaggio era Casal Prokopju, come riportato nei registri della milizia maltese esistente prima del dominio dei Cavalieri di Malta. Attraverso le generazioni, il nome originale si è modificato in Kirkop.
Kirkop faceva parte di una comunità più ampia, afferente alla parrocchia di Bir Miftuħ (Gudja), dal Medioevo fino al primo Novecento. Il 29 maggio 1592, è stata elevata a parrocchia.

## Monumenti e luoghi d'interesse
Tra gli edifici e le strutture degne di interesse troviamo: la Chiesa dell'Annunciazione, la Chiesa parrocchiale di San Leonardo, la Cappella di San Nicola al cimitero, la colonna della Croce (Is-Salib tad-Dejma) e una serie di nicchie sparse in tutto il villaggio.

## Società

### Evoluzione demografica
Il villaggio aveva una popolazione di 2.260 persone nel marzo 2011. Al marzo 2014 il numero è diminuito leggermente, attestandosi a 2.191 persone.

## Cultura

### Musica
Il paese dispone di due bande musicali: il St. Leonard Band Club (L-Għaqda Mużikali San Leonardu) e il St. Joseph Band Club (L-Għaqda Mużikali San Ġużepp), i cui luoghi di ritrovo vengono utilizzati come luoghi di svago da parte di residenti e visitatori.

## Geografia antropica

### Zone di Hal Kirkop
- Bonu ż-Żgħir
- Il-Għadir (il lago)
- Menħir Estate
- Tal-Aħfar
- Tal-Ibliq
- Tal-Fieres
- Tar-Robba
- Tas-Sienja

## Economia
Kirkop è sede degli impianti dell'azienda STMicroelectronics, la cui produzione consiste in quasi il 60% delle esportazioni dell'arcipelago.

## Amministrazione

### Gemellaggi
Il villaggio è gemellato con Rousset in Francia.

## Sport
La squadra di calcio del villaggio è il Kirkop United Football Club.